# Шахівка
Ша́хівка — річка в Україні, в межах Старокостянтинівського району, Хмельницької області. Ліва притока Случі. 
Історична назва Шихівка.

## Опис
Довжина 17 км, площа басейну 50 км². Похил річки 0,3 м/км. Ширина річища — від 1 до 200 м. Живлення переважно снігове і дощове. Замерзає в грудні, скресає в березні. На річці споруджено 7 дамб, котрі відповідно утворюють 7 ставків. Деякі ставки сильно замулені та захаращені.

## Розташування
Річка Шахівка починає свої витоки з околиць села Дубина на висоті 305 м над рівнем моря, протікає через села Капустин, Попівці. В межах міста Старокостянтинова впадає в Случ.